# Antony Sher
Antony Sher, né le 14 juin 1949 au Cap et décédé le 2 décembre 2021 à Stratford-upon-Avon, est un acteur britannique. Il est connu pour avoir joué dans Shakespeare in Love et pour avoir interprété le nain Thráin dans la version longue du film Le Hobbit : La Désolation de Smaug.

## Biographie
Sher est né le 14 juin 1949 au Cap, en Afrique du Sud, de Margery (Abramowitz) et d'Emmanuel Sher, qui travaillait dans les affaires,. Il était cousin au premier degré du dramaturge Sir Ronald Harwood,.
Il a grandi dans la banlieue de Sea Point, où il a fréquenté la Sea Point High School.
Lors de son Commonwealth Tour de 2017, le prince Charles fait référence à Sher comme son acteur préféré. Sher et son partenaire et collaborateur Gregory Doran sont devenus l'un des premiers couples de même sexe à conclure un partenariat civil au Royaume-Uni.
L'acteur s'est marié avec Gregory Doran le 30 décembre 2015. Antony Sher est décédé des suites d'un cancer en 2021, à l'âge de 72 ans,,,.

## Filmographie
- 1996 : La Rage de vivre de Nancy Meckler : Jack
- 1996 : Du vent dans les saules de Terry Jones : le chef des belettes
- 1997 : La Dame de Windsor de John Madden : Benjamin Disraeli
- 1998 : Shakespeare in Love de John Madden : Dr Moth
- 2005 : Primo de Richard Wilson : Primo Levi
- 2008 : Three and Out de Jonathan Gershfield : Maurice
- 2010 : Wolfman de Joe Johnston : Docteur Hoenneger
- 2013 : Le Hobbit : La Désolation de Smaug de Peter Jackson : Thráin II (version longue seulement)
- 2014 : War Book de Tom Harper : David